# Giacomo Ballabio
Giacomo Ballabio (Giussano, 10 januari 1998) is een Italiaans wielrenner.

## Carrière
Als tweedejaars junior won Ballabio een etappe in Aubel-Thimister-La Gleize.
In 2018 won Ballabio de derde etappe in de Olympia's Tour, door in de slotfase weg te rijden uit het peloton en de sprinters nipt voor te blijven. In 2023 won hij namens Global 6 Cycling een etappe in de Flèche du Sud. Zijn eerste profoverwinning volgde in 2025, toen hij de sprint van een uitgedunde groep won in de derde etappe van de Ronde van Taiwan.

## Overwinningen
2016
3e etappe Aubel-Thimister-La Gleize
2018
3e etappe Olympia's Tour
2023
3e etappe Flèche du Sud
2025
3e etappe Ronde van Taiwan

## Ploegen
- 2019 –  IAM Excelsior
- 2020 –  Iseo Serrature-Rime-Carnovali
- 2023 –  Global 6 Cycling
- 2024 –  Global 6 United
- 2025 –  Hrinkow Advarics

Ballabio · Bilyard · Fitzwater · Fredriksen · Harvey · Heany · Hjorth · Koyama · Moreno · Ormiston · Russell · Şampiyonbisiklet · Sessler · Wirtgen
Sjabloon:Navigatie selectie wielerploeg/Global 6 United 2024